# Callitridiplosis jana
Callitridiplosis jana är en tvåvingeart som beskrevs av Peter Kolesik 2000. Callitridiplosis jana ingår i släktet Callitridiplosis och familjen gallmyggor. Inga underarter finns listade i Catalogue of Life.